# Менестіоара (Серет, Сучава)
Менестіоара (рум. Mănăstioara) — село у повіті Сучава в Румунії. Адміністративно підпорядковане місту Серет.
Село розташоване на відстані 389 км на північ від Бухареста, 36 км на північний захід від Сучави, 145 км на північний захід від Ясс.

## Населення
За даними перепису населення 2002 року у селі проживали 586 осіб, з них 582 особи (99,3%) румунів. Рідною мовою 582 особи (99,3%) назвали румунську.